# Gonatocerus
Gonatocerus is een geslacht van vliesvleugeligen uit de familie Mymaridae. De wetenschappelijke naam van dit geslacht is voor het eerst geldig gepubliceerd in 1834 door Nees.

## Soorten
Het geslacht Gonatocerus omvat de volgende soorten:
- Gonatocerus abbreviatus (Ogloblin, 1953)
- Gonatocerus acanophorae (Ogloblin, 1938)
- Gonatocerus acuminatus (Walker, 1846)
- Gonatocerus aegyptiacus Soyka, 1950
- Gonatocerus aequatorianus (Ogloblin, 1959)
- Gonatocerus aethalionis (Ogloblin, 1938)
- Gonatocerus africanus Soyka, 1950
- Gonatocerus alberti (Debauche, 1949)
- Gonatocerus americanus Brues, 1907
- Gonatocerus angustiventris Girault, 1915
- Gonatocerus annulicornis (Ogloblin, 1936)
- Gonatocerus anomocerus Crawford, 1913
- Gonatocerus anthonomi Girault, 1905
- Gonatocerus antillensis Dozier, 1937
- Gonatocerus appendiculatus (Ogloblin, 1939)
- Gonatocerus arkadak Triapitsyn, 2010
- Gonatocerus ashmeadi Girault, 1915
- Gonatocerus asulcifrons Zeya, 1995
- Gonatocerus ater Förster, 1841
- Gonatocerus atriclavus Girault, 1917
- Gonatocerus aureinotum (Dodd, 1917)
- Gonatocerus aureus Girault, 1911
- Gonatocerus australicus Girault, 1913
- Gonatocerus ayrensis Girault, 1913
- Gonatocerus baconi Girault, 1912
- Gonatocerus bakrotus Mani & Saraswat, 1973
- Gonatocerus barbos Triapitsyn, 2010
- Gonatocerus bashai Zeya, 1995
- Gonatocerus basilewskyi (Mathot, 1968)
- Gonatocerus bellus (Girault, 1938)
- Gonatocerus berijamus Mani & Saraswat, 1973
- Gonatocerus bialbifuniculatus Subba Rao, 1989
- Gonatocerus bicolor Girault, 1913
- Gonatocerus bicoloriventris Zeya, 1995
- Gonatocerus bifasciativentris Girault, 1917
- Gonatocerus blefuscu Triapitsyn, 2010
- Gonatocerus blesticus (Ogloblin, 1957)
- Gonatocerus bonaerensis (Ogloblin, 1939)
- Gonatocerus bonariensis (Brèthes, 1922)
- Gonatocerus boswelli Girault, 1915
- Gonatocerus bouceki Zeya, 1995
- Gonatocerus brachyurus (Ogloblin, 1938)
- Gonatocerus brevifuniculatus Subba Rao, 1970
- Gonatocerus breviterebratus Subba Rao, 1989
- Gonatocerus brunneus Girault, 1911
- Gonatocerus brunoi Girault, 1912
- Gonatocerus bucculentus Huber, 1988
- Gonatocerus californicus Girault, 1911
- Gonatocerus camerounensis Özdikmen, 2011
- Gonatocerus capensis (Viggiani & Jesu, 1995)
- Gonatocerus capitatus Gahan, 1932
- Gonatocerus carahuensis (Ogloblin, 1957)
- Gonatocerus carlylei Girault, 1913
- Gonatocerus caudatus Ogloblin, 1935
- Gonatocerus centaurus (Girault, 1920)
- Gonatocerus chryseides (Debauche, 1949)
- Gonatocerus chrysis (Debauche, 1948)
- Gonatocerus chula Triapitsyn & Bernal, 2009
- Gonatocerus chusqueicolus (Ogloblin, 1957)
- Gonatocerus cincticipitis Sahad, 1982
- Gonatocerus cingulatus Perkins, 1905
- Gonatocerus circumvagus Girault, 1915
- Gonatocerus citriscapus (Girault, 1930)
- Gonatocerus comptei Girault, 1912
- Gonatocerus concinnus (Ogloblin, 1936)
- Gonatocerus conicus (Mathot, 1969)
- Gonatocerus contortivena (Debauche, 1949)
- Gonatocerus coxalis (Ogloblin, 1959)
- Gonatocerus crassicornis (Viggiani, 1969)
- Gonatocerus cubensis Dozier, 1932
- Gonatocerus cuscus Triapitsyn, 2010
- Gonatocerus dakhlae Soyka, 1950
- Gonatocerus darwini Girault, 1912
- Gonatocerus davinci Girault, 1912
- Gonatocerus debauchei (Mathot, 1968)
- Gonatocerus deficiens (Ogloblin, 1946)
- Gonatocerus deleoni Triapitsyn, Logarzo & Virla, 2008
- Gonatocerus delhiensis (Narayanan & Subba Rao, 1961)
- Gonatocerus devikulamus Mani & Saraswat, 1973
- Gonatocerus devitatakus Mani & Saraswat, 1973
- Gonatocerus dies Girault, 1913
- Gonatocerus dodo Girault, 1920
- Gonatocerus dolichocerus Ashmead, 1887
- Gonatocerus edentulus Zeya, 1995
- Gonatocerus elizabethae Girault, 1925
- Gonatocerus ella Girault, 1931
- Gonatocerus excisus (Ogloblin, 1936)
- Gonatocerus exiguus Förster, 1861
- Gonatocerus fasciativentris Girault, 1913
- Gonatocerus fasciatus Girault, 1911
- Gonatocerus flagellaris (Ogloblin, 1959)
- Gonatocerus flagellatus Huber, 1988
- Gonatocerus flavipes (Girault, 1915)
- Gonatocerus flaviventris Dozier, 1932
- Gonatocerus flavocinctus (Walker, 1846)
- Gonatocerus flavus Soyka, 1950
- Gonatocerus floridensis Huber, 1988
- Gonatocerus flosculus Girault, 1915
- Gonatocerus fulgor Girault, 1913
- Gonatocerus fulvipodus Subba Rao, 1989
- Gonatocerus fuscicornis (Walker, 1846)
- Gonatocerus garchamp Triapitsyn, 2010
- Gonatocerus gerasim Triapitsyn, 2010
- Gonatocerus gigas (Girault, 1915)
- Gonatocerus goethei Girault, 1912
- Gonatocerus gracilicornis (Ogloblin, 1936)
- Gonatocerus grandis (Ogloblin, 1936)
- Gonatocerus granulosus (Ogloblin, 1959)
- Gonatocerus greenwalti Huber, 2011
- Gonatocerus gregi Girault, 1915
- Gonatocerus grotiusi (Girault, 1913)
- Gonatocerus hackeri Girault, 1938
- Gonatocerus haeckeli Girault, 1912
- Gonatocerus hallami Girault, 1920
- Gonatocerus heinei Girault, 1938
- Gonatocerus helavai Yoshimoto, 1990
- Gonatocerus helmholtzii Girault, 1912
- Gonatocerus hispaniolus Triapitsyn & Huber, 2010
- Gonatocerus hoplites (Debauche, 1949)
- Gonatocerus huberi Zeya, 1995
- Gonatocerus humboldti (Girault, 1913)
- Gonatocerus huxleyi Girault, 1912
- Gonatocerus huyghensi Girault, 1912
- Gonatocerus ignipes (Girault, 1930)
- Gonatocerus illinoiensis Girault, 1917
- Gonatocerus impar Huber, 1988
- Gonatocerus inaequalis Debauche, 1949
- Gonatocerus inauditus (Ogloblin, 1936)
- Gonatocerus incomptus Huber, 1988
- Gonatocerus indigenus Girault, 1938
- Gonatocerus inexpectatus Huber, 1988
- Gonatocerus inflatiscapus Huber, 1988
- Gonatocerus intermedius (Botoc, 1962)
- Gonatocerus io Girault, 1915
- Gonatocerus iona (Girault, 1930)
- Gonatocerus ionella Özdikmen, 2011
- Gonatocerus ipswichia Girault, 1922
- Gonatocerus johnstonia Girault, 1917
- Gonatocerus juvator Perkins, 1912
- Gonatocerus kabashae (Debauche, 1949)
- Gonatocerus kiskis Triapitsyn, 2010
- Gonatocerus kivuanus (Debauche, 1949)
- Gonatocerus kochi Girault, 1936
- Gonatocerus kodaianus (Mani & Saraswat, 1973)
- Gonatocerus koebelei Perkins, 1912
- Gonatocerus kootenai Huber, 2011
- Gonatocerus lamarcki Girault, 1912
- Gonatocerus latipennis Girault, 1911
- Gonatocerus lissonotus Huber, 1988
- Gonatocerus litoralis (Haliday, 1833)
- Gonatocerus logarzoi Triapitsyn, 2010
- Gonatocerus lomonosoffi Girault, 1913
- Gonatocerus longiclava (Viggiani & Jesu, 1995)
- Gonatocerus longicornis Nees, 1834
- Gonatocerus longicrus Kieffer, 1913
- Gonatocerus longior Soyka, 1946
- Gonatocerus longiterebratus Subba Rao, 1989
- Gonatocerus lucidus Dodd, 1919
- Gonatocerus macauleyi Girault, 1920
- Gonatocerus maculatus Zeya, 1995
- Gonatocerus maculipennis (Ashmead, 1900)
- Gonatocerus maga Girault, 1911
- Gonatocerus malanadensis Subba Rao, 1989
- Gonatocerus margiscutum Girault, 1914
- Gonatocerus masneri Yoshimoto, 1990
- Gonatocerus mazzinini Girault, 1913
- Gonatocerus megalura (Mathot, 1969)
- Gonatocerus meghalayanus Zeya, 2011
- Gonatocerus membraciphagus Ogloblin, 1935
- Gonatocerus merces Girault, 1913
- Gonatocerus metanotalis (Ogloblin, 1938)
- Gonatocerus metchnikoffi Girault, 1912
- Gonatocerus mexicanus Perkins, 1912
- Gonatocerus minimus Förster, 1841
- Gonatocerus minor Matthews, 1986
- Gonatocerus mirissimus Girault, 1913
- Gonatocerus mirus (Girault, 1938)
- Gonatocerus molindianus (Debauche, 1949)
- Gonatocerus monrosi (Ogloblin, 1959)
- Gonatocerus monticolus Zeya, 1995
- Gonatocerus morgani Triapitsyn, 2006
- Gonatocerus morrilli (Howard, 1908)
- Gonatocerus mosesi Girault, 1938
- Gonatocerus mumu Triapitsyn, 2010
- Gonatocerus munnarus Mani & Saraswat, 1973
- Gonatocerus musa Girault, 1938
- Gonatocerus narayani (Subba Rao & Kaur, 1959)
- Gonatocerus nassaui Girault, 1938
- Gonatocerus nasutus (Ogloblin, 1939)
- Gonatocerus ngandoi (Debauche, 1949)
- Gonatocerus nigriceps (Ogloblin, 1955)
- Gonatocerus nigricornis Girault, 1917
- Gonatocerus nigricorpus Girault, 1917
- Gonatocerus nigriflagellum (Girault, 1914)
- Gonatocerus nigritarsis Ashmead, 1887
- Gonatocerus nigrithorax (Ogloblin, 1953)
- Gonatocerus nonsulcatus Girault, 1915
- Gonatocerus notabilis Girault, 1938
- Gonatocerus novickyi Soyka, 1946
- Gonatocerus novifasciatus Girault, 1911
- Gonatocerus nox Girault, 1913
- Gonatocerus nuntius Girault, 1920
- Gonatocerus nyashekensis (Debauche, 1949)
- Gonatocerus orientalis Girault, 1917
- Gonatocerus ornatus Gahan, 1918
- Gonatocerus ovicenatus Leonard & Crosby, 1915
- Gonatocerus pachyscapha Girault, 1915
- Gonatocerus pahlgamensis (Narayanan, 1961)
- Gonatocerus parcepilosus (Ogloblin, 1957)
- Gonatocerus partifuscipennis Girault, 1916
- Gonatocerus pater Girault, 1920
- Gonatocerus perdix Girault, 1938
- Gonatocerus perforator (Ogloblin, 1953)
- Gonatocerus petrarchi Girault, 1920
- Gonatocerus pictus (Haliday, 1833)
- Gonatocerus piriformis (Ogloblin, 1955)
- Gonatocerus poincarei Girault, 1913
- Gonatocerus portoricensis Dozier, 1937
- Gonatocerus pratensis (Ogloblin, 1936)
- Gonatocerus priesneri Soyka, 1950
- Gonatocerus prometheus (Girault, 1915)
- Gonatocerus prongandoi (Viggiani & Jesu, 1995)
- Gonatocerus protamiranus (Viggiani & Jesu, 1995)
- Gonatocerus pusilus Ogloblin, 1935
- Gonatocerus pygmaeus Girault, 1911
- Gonatocerus quadrivittatus Dozier, 1932
- Gonatocerus quirogai (Ogloblin, 1936)
- Gonatocerus rakitovi Triapitsyn, 2010
- Gonatocerus ramakrishnai (Subba Rao & Kaur, 1959)
- Gonatocerus rasnitsyni Huber, 2011
- Gonatocerus renani (Girault, 1913)
- Gonatocerus rivalis Girault, 1911
- Gonatocerus rogersi Matthews, 1986
- Gonatocerus rohinavotrae (Risbec, 1952)
- Gonatocerus romae Girault, 1928
- Gonatocerus rufescens (Ashmead, 1904)
- Gonatocerus sahadevani (Subba Rao & Kaur, 1959)
- Gonatocerus saintpierrei Girault, 1913
- Gonatocerus saipanensis (Doutt, 1955)
- Gonatocerus sarawakensis Sveum, 1982
- Gonatocerus schajovskoii (Ogloblin, 1957)
- Gonatocerus seminiger (Ogloblin, 1959)
- Gonatocerus sevae (Risbec, 1955)
- Gonatocerus shakespearei Girault, 1915
- Gonatocerus shamimi Subba Rao & Hayat, 1986
- Gonatocerus silhouettae Masi, 1917
- Gonatocerus similis Gupta & Poorani, 2008
- Gonatocerus spectabilis Zeya, 1995
- Gonatocerus spinozai Girault, 1912
- Gonatocerus spiracularis Ogloblin, 1935
- Gonatocerus stenopterus (Ogloblin, 1936)
- Gonatocerus straeleni (Debauche, 1949)
- Gonatocerus sulcatus Girault, 1915
- Gonatocerus sulphuripes (Förster, 1847)
- Gonatocerus tamilanus Mani & Saraswat, 1973
- Gonatocerus tamiranus (Debauche, 1949)
- Gonatocerus tarae (Narayanan & Subba Rao, 1961)
- Gonatocerus taringae Girault, 1938
- Gonatocerus tenuipennis Girault, 1911
- Gonatocerus terrigena Girault, 1938
- Gonatocerus thyrides (Debauche, 1948)
- Gonatocerus tolstoii Girault, 1913
- Gonatocerus trialbifuniculatus Subba Rao, 1989
- Gonatocerus triangulifer (Ogloblin, 1959)
- Gonatocerus tricolor Girault, 1913
- Gonatocerus triguttatus Girault, 1916
- Gonatocerus tuberculifemur (Ogloblin, 1957)
- Gonatocerus uat Triapitsyn, 2006
- Gonatocerus udakamundus Mani & Saraswat, 1973
- Gonatocerus unicolouratus Subba Rao, 1989
- Gonatocerus urocerus Ogloblin, 1935
- Gonatocerus utahensis Girault, 1917
- Gonatocerus utkalensis Subba Rao, 1989
- Gonatocerus valentinae (Ogloblin, 1959)
- Gonatocerus vanharteni Jesu & Viggiani, 2007
- Gonatocerus venustus Zeya, 1995
- Gonatocerus vidanoi (Viggiani & Jesu, 1986)
- Gonatocerus virlai Triapitsyn, Logarzo & León, 2007
- Gonatocerus walkerjonesi Triapitsyn, 2006
- Gonatocerus wittei (Debauche, 1949)
- Gonatocerus yerongae Girault, 1938